# Harz
Pour l’article homonyme, voir Canari pour la race Hartz de cet oiseau.
Le Harz, également en français le Hartz, est à la fois le nom donné à une région, à un district allemand, à un massif montagneux couvrant environ 2 000 km2 au centre-nord de l'Allemagne et à la forêt qui le couvre, parfois considérée comme une relique de la forêt hercynienne décrite par les auteurs antiques et médiévaux, elle-même relique de la forêt primaire européenne.
Le massif du Harz est situé à cheval sur deux régions allemandes et est souvent divisé en deux parties d'aspects différents : 
- le Haut-Harz (Oberharz) au nord-ouest, en Basse-Saxe, où le massif est d'altitude plus élevée et plus riche en forêts résineuses (épicéas). Le point culminant, le Brocken, a une altitude de 1 141 mètres ;
- le Bas-Harz (Unterharz) au sud-est, en Saxe-Anhalt et en Thuringe, au relief plus doux qui descend progressivement vers les terres environnantes avec une forêt tempérée décidue, aux caractéristiques climatiques presque continentales, et mêlée de prés alors qu'on s'approche des vallées et plaines périphériques.

## Toponymie
Le nom Harz découle du mot médiéval allemand Hart pouvant signifier à la fois montagne et forêt selon le contexte (on trouve par exemple en Belgique un bois de Hart, au nord de Lomprez et Wellin, et en France la forêt de la Hardt).
Ce massif a donné son nom à :
- une race bovine devenue rare ; la harzer rotvieh ;
- à des montagnes et à une époque géologique ; dites « hercyniennes » (massif européen apparu à l'époque hercynienne ; à la fin de l'ère primaire) ;
- à une plante ; le gaillet du Harz ;
- à une race de canari de chant : le Harz.

## Géographie

### Topographie
Le Harz est une zone montagneuse dont le point culminant est le Brocken, situé en Saxe-Anhalt et dont l'altitude est de 1 141 m. En Basse-Saxe, le point culminant du Harz est le Wurmberg (971 mètres).

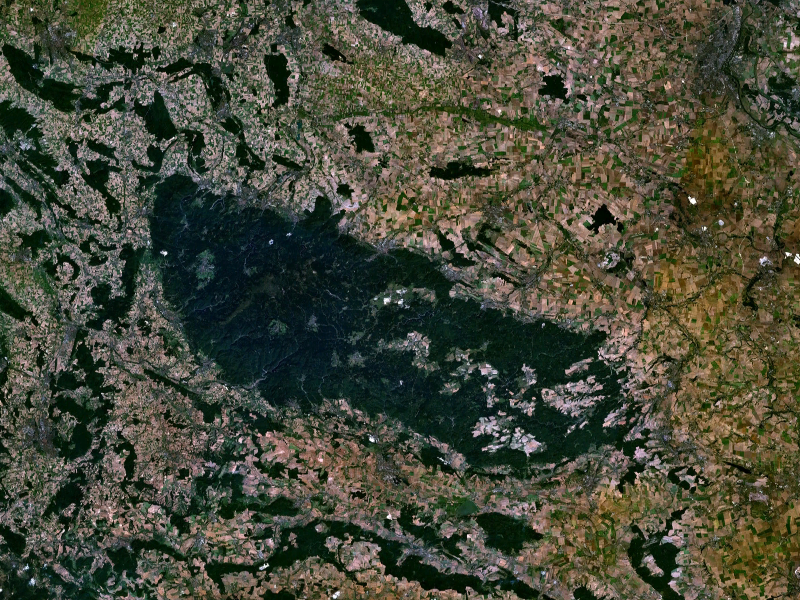
Vue satellitaire du Harz, mettant en évidence l'unité du massif et de sa forêt sur sa moitié ouest, préservée par le relief plus aigu et des sols pauvres et acides, sensibles à l'érosion (ces sols sont riches en biodiversité, mais agronomiquement médiocres). L'image montre aussi une fragmentation écologique en « mitage » de la partie est, et une insularisation écologique de l'ensemble du massif liée aux défrichements périphériques.
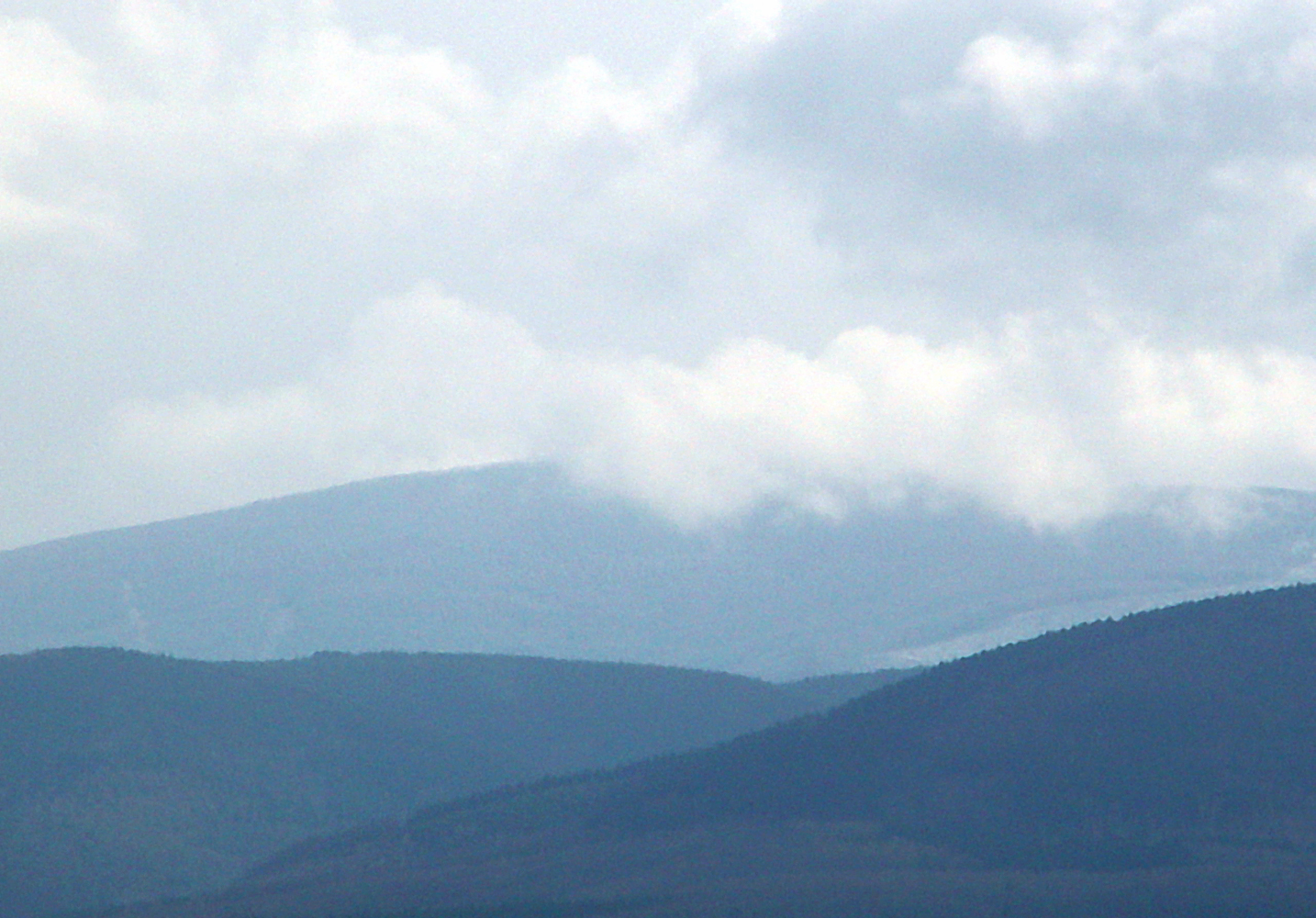
Les monts du Hartz.
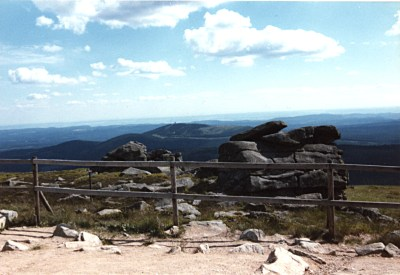
Vue du Brocken.

### Hydrographie
Bode, Grane, Holtemme, Ilse, Innerste, Laute, Oder, Oker, Rhume, Selke, Söse, Thyra, Wipper, Zorge.

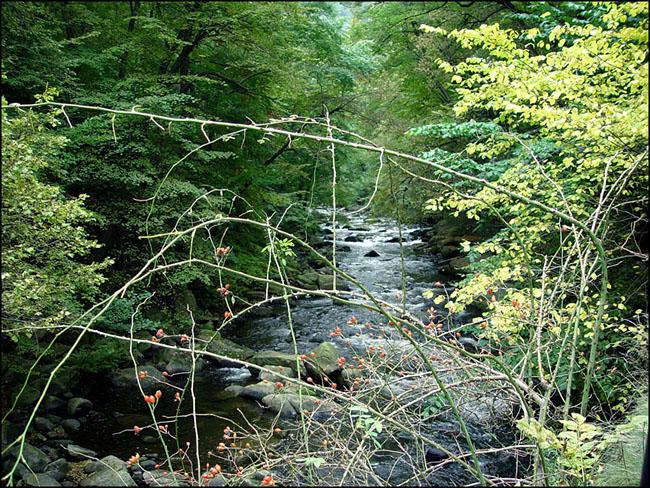
La Bode, rivière du Hartz.
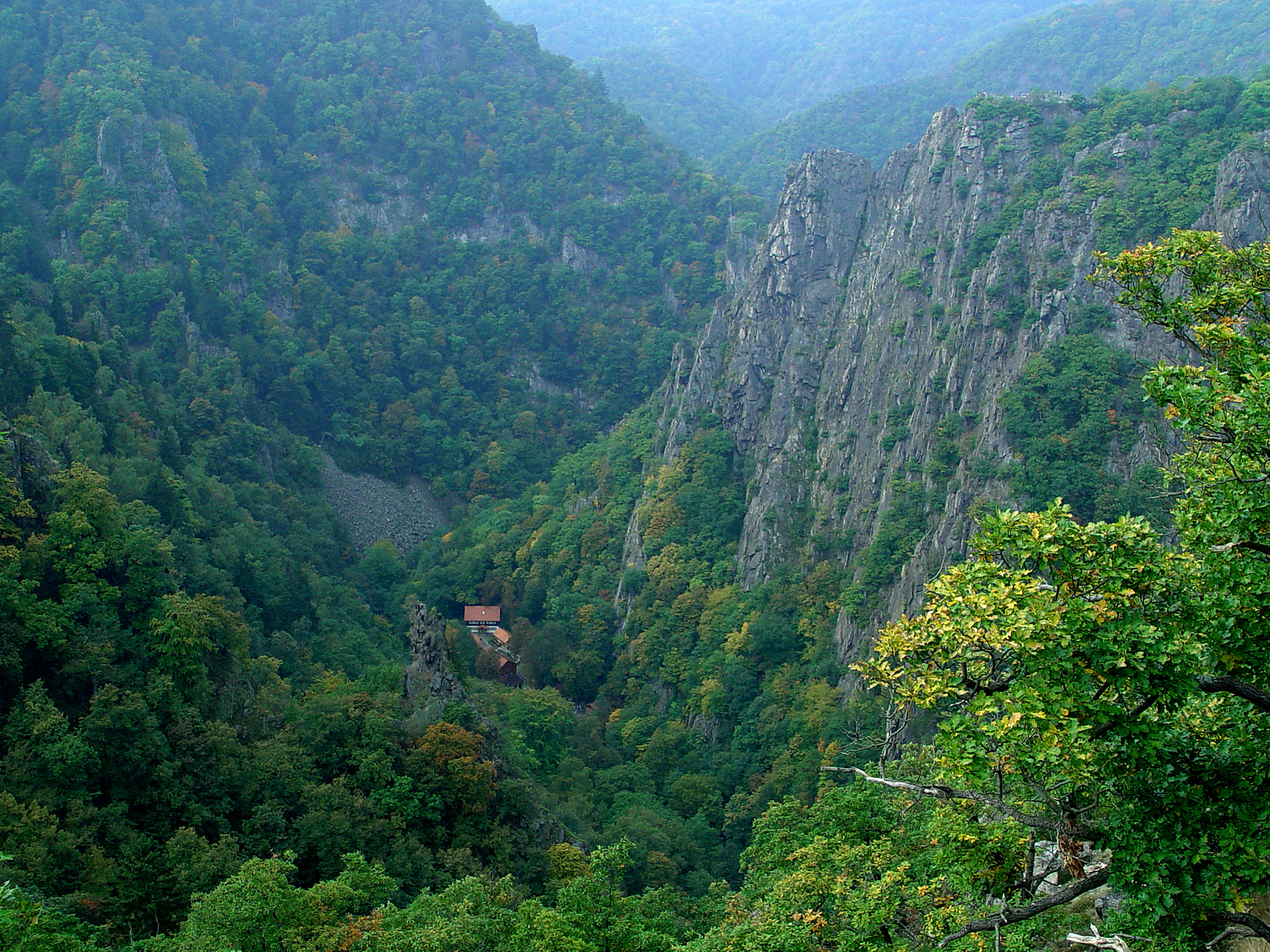
Gorge de la Bode.
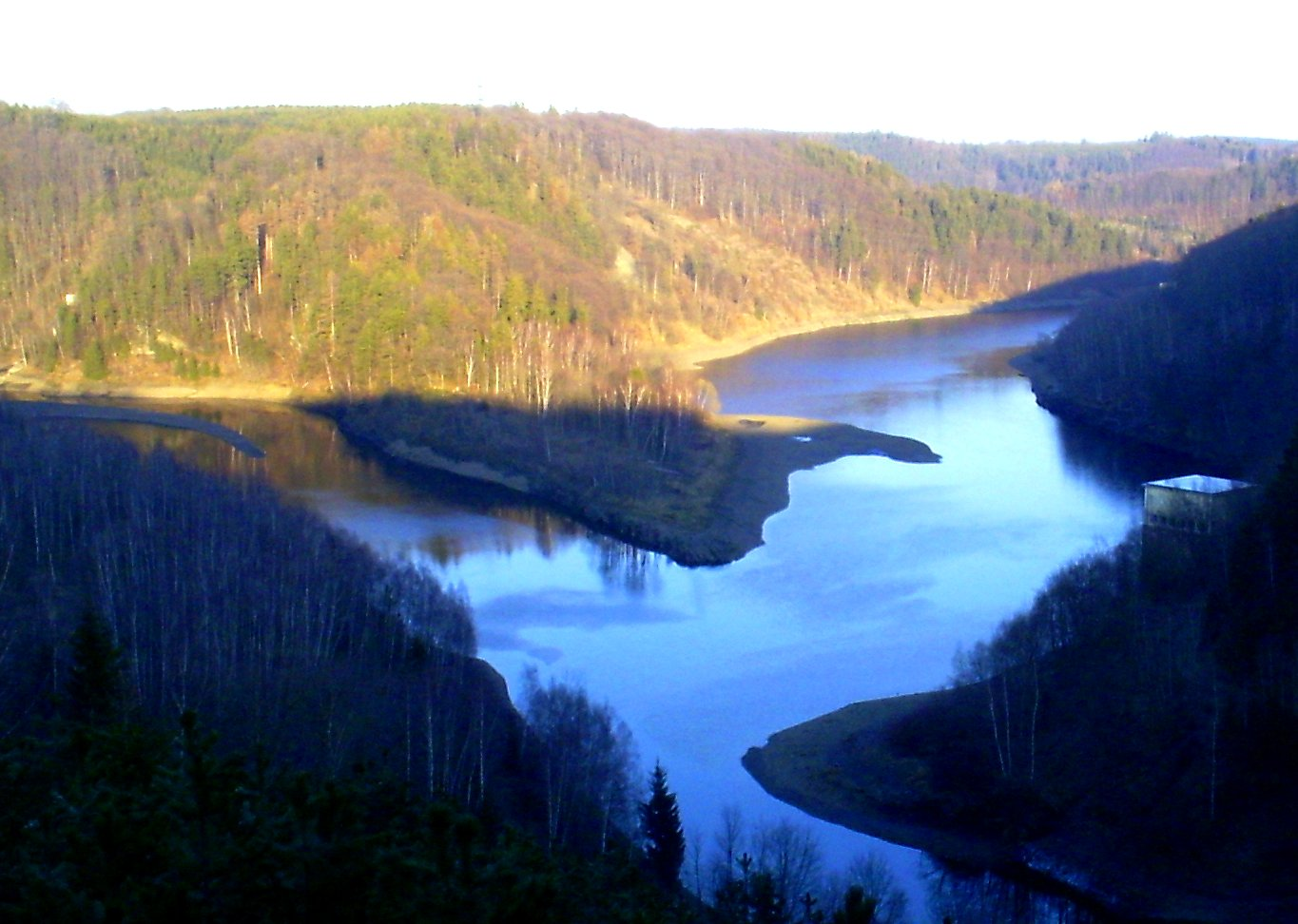
Lac de retenue de Rappbode dans la région du Harz.
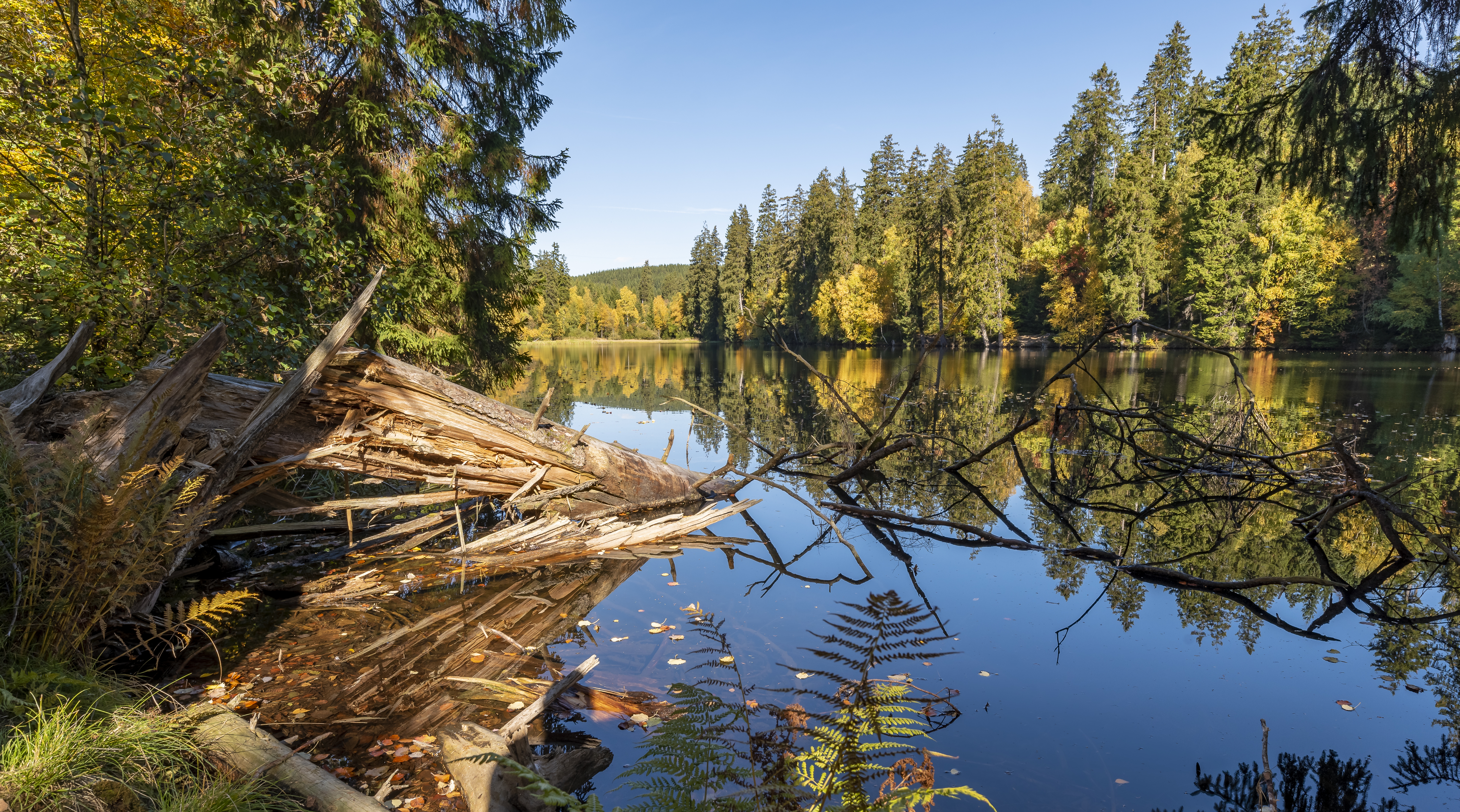
Le Silberteich (de), lac artificiel dans la région du Harz. Octobre 2018.

### Géologie

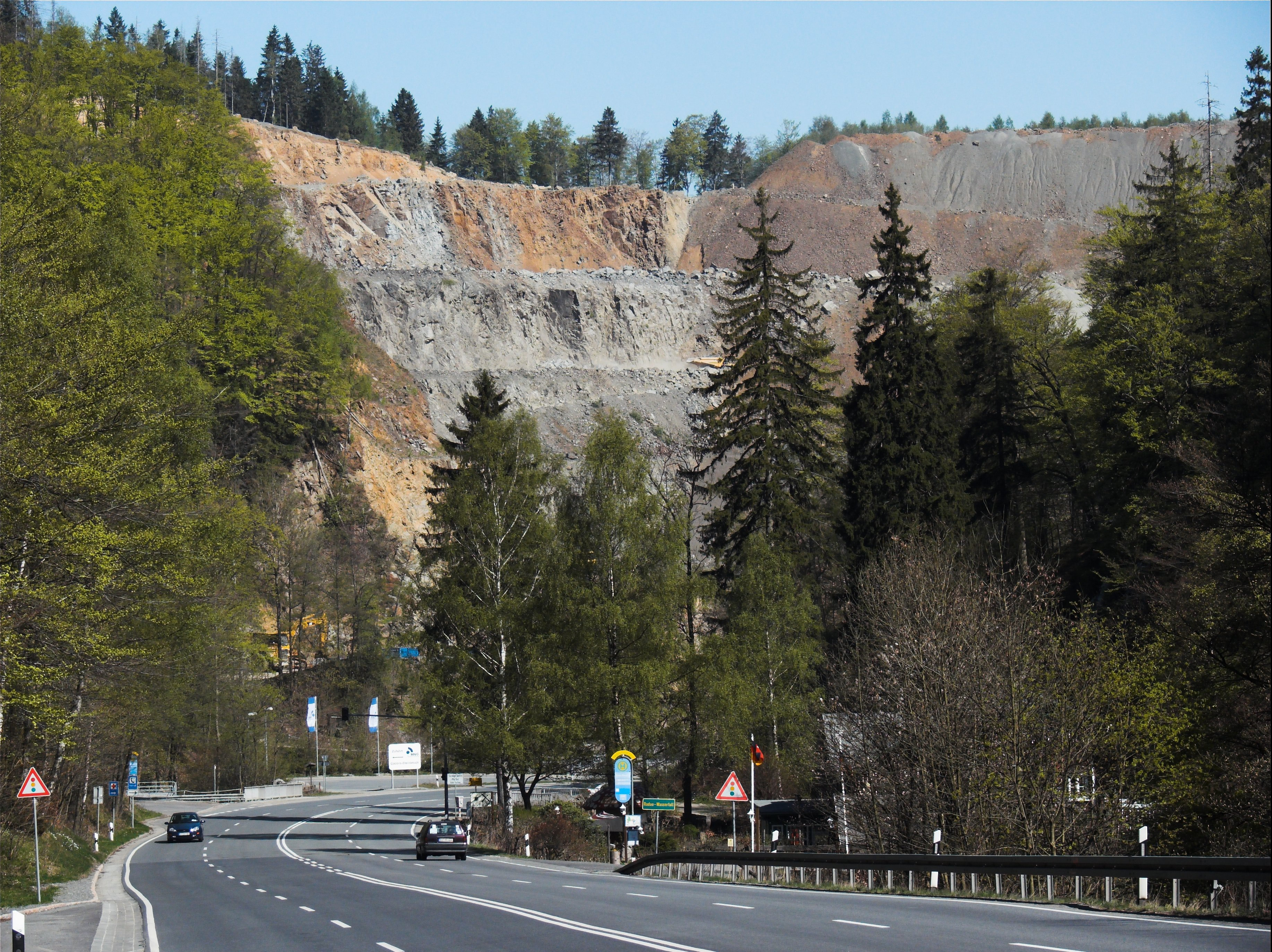
Carrière de gabbro dans les environs de Bad Harzburg.

Le Harz passe sur le plan géologique pour l'une des montagnes au relief le plus tourmenté d'Allemagne, où les roches acides dominent de loin. Les roches superficielles les plus communes sont l’argilite, la grauwacke schisteuse et le granite qui apparaît sous deux variétés de roches plutoniques. La couverture étendue du Gießen-Harz dans la zone rhéno-hercynienne consiste principalement en flysch. Les affleurements calcaires autour d'Elbingerode et le gabbro de Bad Harzburg sont réputés et jouent un rôle économique non négligeable. Les paysages du Harz se caractérisent par des versants abrupts, des chaos rocheux, des collines érodées avec des tourbières, et des vallées fluviales étroites et rectilignes, dont les plus connues sont celles de la Bode, de l'Oker et de la Selke. Une coupe représentative de toutes les roches du Harz est signalée au parking de la Jordanshöhe près de Saint-Andréasberg.
La formation et le plissement du Harz sont intervenus au cours d'une phase active du Paléozoïque, l’orogenèse hercynienne du carbonifère il y a environ 350 à 250 millions d’années. C'est à cette époque de l'Histoire de la Terre que se sont formées de nombreuses montagnes d'Europe de l'ouest, entre autres la chaîne du Fichtel et le Massif schisteux rhénan. Mais leur altitude élevée (estimée à 4 000 m) les destinait à subir une forte érosion ; elles furent par la suite recouvertes de roches mésozoïques. Du Crétacé inférieur au Crétacé supérieur, le Harz connut une surrection d'ensemble puis surtout au Tertiaire les couches superficielles récentes furent érodées donnant naissance au relief de montagne moyenne. La phase de déformation la plus remarquable est la phase subhercynienne (83 millions d’années), qui détacha le versant nord suivant un plan quasi vertical. Il se forma ainsi une fracture, la « faille du Harz septentrional ».
Le Harz est un massif plissé, qui de l'ouest au nord-est est relativement abrupt et qui s'aplanit graduellement en allant vers le sud. Il est entrecoupé de nombreuses gorges. Au nord du massif, on trouve les couches du Crétacé de la Mulde subhercynienne dans le prolongement des contreforts du Harz (Harzvorland) ; au sud, des sédiments du Permien forment une plaine au-dessus du reste de l'étage Paléozoïque, qui recommence à affleurer au sud-ouest.
La faille du Harz, les plis droits ou couchés sont partout visibles sur seulement quelques kilomètres carrés : c'est pourquoi on qualifie parfois la visite du Harz de « parcours classique de la géologie ».

### Climat
Le Brocken est le sommet le plus venteux de l’Allemagne avec des rafales approchant parfois 200 km/h, comme le 18 janvier 2007, où une valeur de 198 km/h a été relevée.

### Population
Les villes sont périphériques au massif qui est resté longtemps peu habité, bien que très exploité pour son bois et ses ressources minérales. Aujourd'hui, environ 600 000 personnes vivent dans les villes et villages du Harz.

#### Villes du Harz ou à proximité
| - Alexisbad - Altenau - Bad Grund - Bad Harzburg - Bad Lauterberg - Bad Sachsa - Benneckenstein - Braunlage - Clausthal-Zellerfeld - Elend - Gernrode | - Goslar - Hasselfelde - Halberstadt - Herzberg am Harz - Ilfeld - Ilsenburg - Lautenthal - Neustadt/Harz - Nordhausen - Osterode am Harz - Quedlinbourg - Questenberg | - Rübeland - Sankt Andreasberg - Schierke - Seesen - Stolberg - Suderode - Tanne - Thale - Treseburg - Walkenried - Wernigerode |

## Histoire

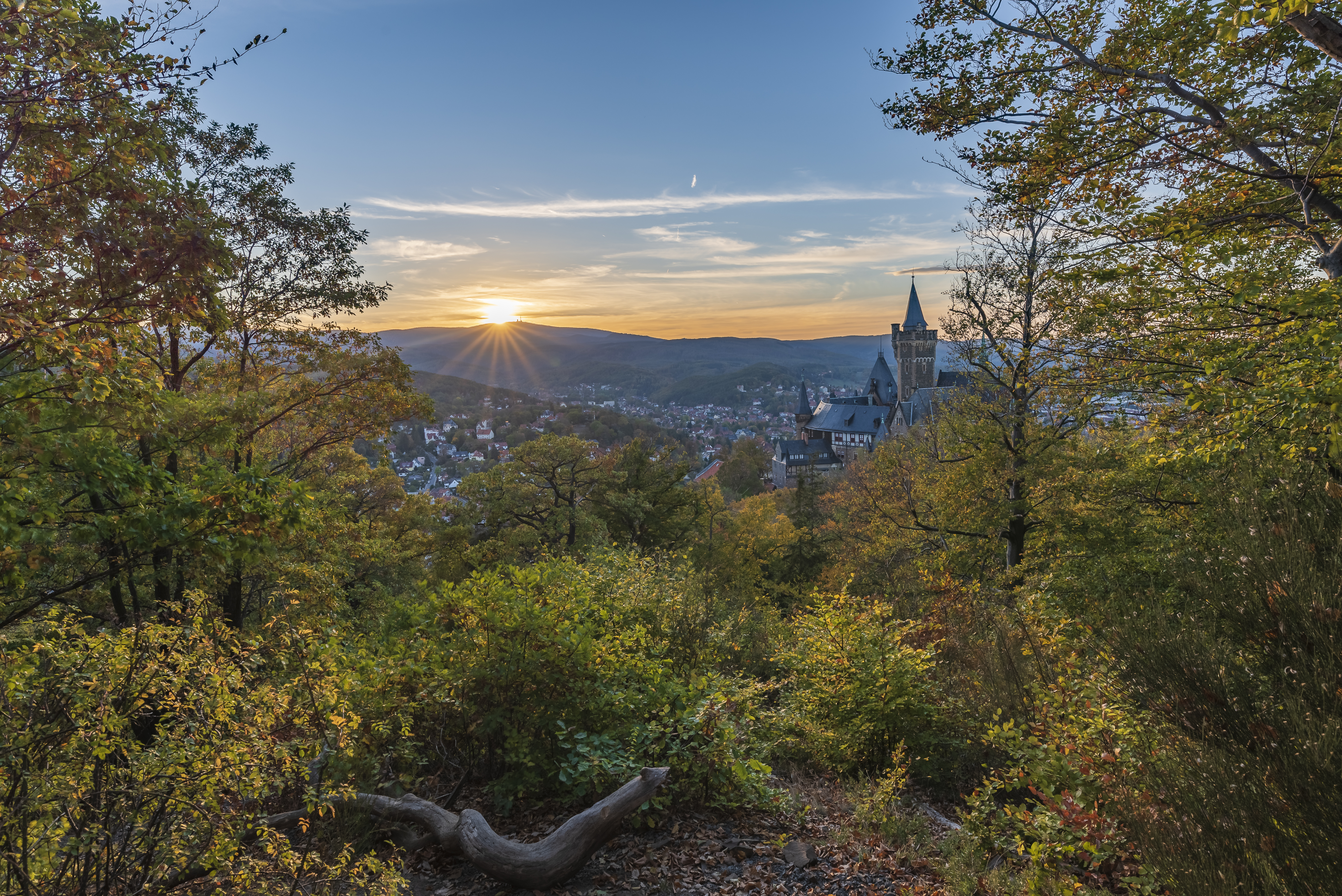
Le château de Wernigerode, dans le Harz. Octobre 2018.

L'Histoire ancienne de la région est mal connue. Cette forêt était réputée particulièrement dense et peu accessible par les auteurs antiques. Elle a probablement été depuis longtemps exploitée pour le bois, la cueillette, le gibier et l'alimentation du bétail, mais en raison de son relief et d'un accès autrefois difficile, les défrichements y ont été moindres que dans le reste de l'Europe de l'Ouest.
L'exploitation des mines d'argent y est attestée dès 968 après Jésus-Christ (près de la ville de Goslar) et dans les siècles suivants, dans presque tout le massif montagneux. Au Moyen Âge, le minerai provenant de cette région a été exporté le long des routes commerciales vers des endroits très éloignés (jusqu'en Mésopotamie). Les mines de cuivre d'Eisleben, dans l'est du massif, ont fait la fortune des comtes de Mansfeld. La prospérité de la région a chuté avec l'épuisement des ressources minières au début du XIXe siècle. Les villes relativement abandonnées quelque temps, ont retrouvé une seconde prospérité grâce au tourisme d'été et de sports d'hiver.
De 1945 à 1990, une frontière internationale est passée par le Harz, séparant les deux Allemagnes (Allemagne de l'Est et de l'Ouest), occasionnant une occupation et une surveillance militaires importantes car séparant les blocs de l’Est et de l’Ouest pendant la guerre froide.

## Activités
Jusqu’en 1989, le Brocken accueillait une station militaire de surveillance et d’interception importante pour le régime de la République démocratique allemande. La région est desservie par la compagnie de chemin de fer privé HSB (Harzer Schmalspurbahnen). Cette compagnie véhicule un nombre considérable de touristes visitant le massif, et particulièrement les touristes se rendant au Brocken. Cette compagnie est à elle seule une attraction de la région en raison de l'utilisation de locomotives à vapeur.

## Nature et environnement
Cette zone était autrefois particulièrement riche du point de vue écologique, encore riche de castors, lynx, loups au XVIIe siècle. De nombreux auteurs, depuis l'Antiquité y ont vu l'une des dernières reliques de la forêt préhistorique ou hercynienne. Il est probable que l'activité minière intense de cette région ait laissé des séquelles environnementales, en particulier à cause du plomb (facteur de saturnisme et de pollution) qui est un déchet associé à l'exploitation du minerai d'argent.
Le parc national du Harz couvre le Brocken et divers habitats naturels des environs, dans des zones à haut degré de naturalité, c'est-à-dire où la vie sauvage s'exprime encore fortement, même si certains de ces habitats ont une origine pour partie anthropique (déforestation, pâturage, extraction minière). C'est un noyau important du réseau écologique paneuropéen et du réseau Natura 2000.